# Nuestra Señora de Lourdes (Kāpiti Coast)
Nuestra Señora de Lourdes es una estatua al aire libre de la Virgen María, ubicada en Paraparaumu, Nueva Zelanda. Fue construido por el artista neerlandés Martin Roestenberg en 1958 después de que el párroco católico, padre J. S. Dunn lo encargara para conmemorar el centenario de la aparición de la Virgen María en Lourdes. Tiene 14 metros de altura, y fue diseñado para durar sólo tres meses.
La estatua tiene una corona de 17 luces que por la noche dan la apariencia de un halo, visible a kilómetros de distancia. Es hueco, fabricado en madera, yeso y fibra de vidrio.
Hay una parroquia y una escuela que llevan el nombre de la estatua, ambas llamadas Nuestra Señora de Kapiti.

## Historia
La estatua actual fue el segundo intento de construir una, ya que la primera se cayó debido al viento. Según un informe posterior, el monumento actual fue diseñado para durar sólo tres meses. La cabeza, de dos metros de altura, fue moldeada en la casa del artista en Taihape. Luego se bajó con una grúa a un andamio y luego se construyó la estatua desde la cabeza hacia abajo. No había ningún camino en la colina cuando se construyó.
La estatua se completó en agosto de 1958. Este acontecimiento se celebró con una marcha por las calles de Paraparaumu, que comenzó el 19 de octubre de 1958. Incluía seis mil monjas, sacerdotes y fieles católicos. El arzobispo de Wellington, Peter McKeefry, bendijo la estatua con agua bendita. La estatua fue desfigurada con aceite de alquitrán de hulla en 1959. En 1971 se hicieron reparaciones en el yeso después de que comenzara a agrietarse. Para protegerla de las inclemencias del tiempo y el vandalismo, finalmente se agregaron a la estatua varias capas de fibra de vidrio. En 1981 se abrió una tienda debajo de la estatua, pero cerró en 2010 debido a la competencia de Trade Me.
En el 50 aniversario de Nuestra Señora de Lourdes en 2008, 600 habitantes de Auckland pasaron la noche en la colina de la estatua. En 2009 se informó que la estatua estaba inclinada y se descubrió que los postes de madera que la sostenían se habían podrido; fueron sustituidos por madera tanalizada y también se añadieron cuatro pilotes de hormigón. Diez años antes se había encontrado una grieta en la base de la estatua. En 2017, 500 peregrinos visitaron Nuestra Señora de Lourdes.

## Parroquia y escuela
En 2014, dos parroquias locales (San Patricio, Paraparaumu y Nuestra Señora de Fátima, Waikanae) se fusionaron para formar la Parroquia Nuestra Señora de Kāpiti, que lleva el nombre de la estatua. Ambas iglesias corrían riesgo de terremotos y se tomó la decisión de construir una nueva iglesia y escuela en un sitio central.
La escuela, llamada Escuela Nuestra Señora de Kapiti, abrió sus puertas en 2017. Fue financiado conjuntamente por la Arquidiócesis de Wellington y el Gobierno de Nueva Zelanda.